# Filipów (Podlachie)
Pour les articles homonymes, voir Filipów.
Filipów est un village de Pologne et le siège de la gmina de Filipów, située dans le powiat de Suwałki, dans la voïvodie de Podlachie à l'est de la Pologne.